# HD 37124 b

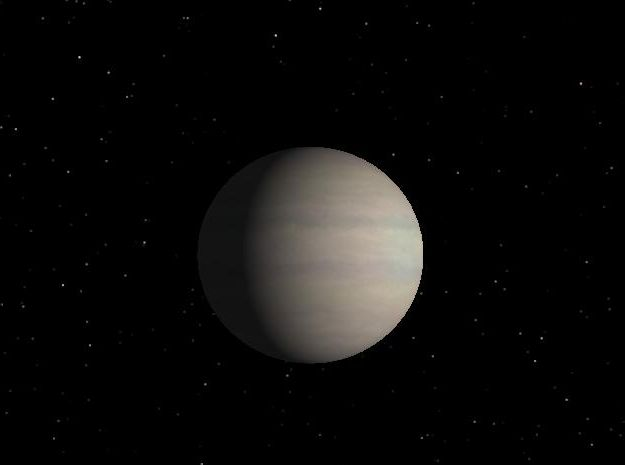
HD 37124 b

HD 37124 b ist ein Exoplanet, der den gelben Zwerg HD 37124 alle 154,46 Tage umkreist. Auf Grund seiner hohen Masse wird angenommen, dass es sich um einen Gasplaneten handelt.

## Entdeckung
Der Planet wurde mit Hilfe der Radialgeschwindigkeitsmethode von Geoffrey Marcy et al. im Jahr 1999 entdeckt.

## Umlauf und Masse
Der Planet umkreist seinen Stern in einer Entfernung von ca. 0,529 Astronomischen Einheiten und hat eine Masse von ca. 202,8 Erdmassen bzw. 0,638 Jupitermassen.